# Гонсалес, Леандро
Леандро Гонсалес (исп. Leandro González; родился 14 октября 1985 года, Пигуй, Аргентина) — аргентинский футболист, нападающий клуба «Химнасия и Эсгрима» (Хухуй).

## Клубная карьера
Гонсалес начал карьеру в клубе «Олимпо». В 2005 году он дебютировал за основной состав в Примере B. Спустя год Лендро помог команде выйти в аргентинскую Примеру. Летом 2008 года Гонсалес перешёл в «Расинг» из Авельянеды. 17 августа в матче против «Уракана» он дебютировал за новую команду. 31 августа в поединке против «Архентинос Хуниорс» Леандро забил свой первый гол за «Расинг». По окончании сезона Гонсалес перешёл в «Эстудиантес». 16 ноября в матче против своего бывшего клуба «Расинг» он дебютировал за новую команду. В том же году Гонсалес занял второе место на клубном чемпионате мира, хотя не принял участия ни в одном матче. 27 февраля 2010 года в поединке против «Бока Хуниорс» Леандро забил свой первый гол за «Эстудиантес». В матчах Кубка Либертадорес против перуанского «Хуан Аурич», мексиканского «Сан-Луиса» и бразильского «Интернасьонала» Гонсалес забил четыре мяча. В том же году он помог клубу выиграть чемпионат. В 2011 году в матчах Кубка Либертадорес против парагвайского «Гуарани» Гонсалес забил три мяча.
Летом 2011 года Леандро на правах аренды перешёл в «Колон». 7 августа в матче против «Арсенала» из Саранди он дебютировал за новую команду. В поединке против «Сан-Мартин Сан-Хуан» Гонсалес забил свой первый гол за «Колон». Летом он вернулся в «Эстудиантес», но не сыграл ни матча.
В начале 2013 года Гонсалес вернулся в «Олимпо», но уже летом перешёл в «Сан-Мартин Сан-Хуан» из Примеры B. 4 августа в матче против «Альдосиви» он дебютировал за новый клуб. 14 сентября в поединке против «Атлетико Сармьенто» Ленадро забил свой первый гол за Сан-Мартин Сан-Хуан. Летом 2014 года Гонсалес присоединился к «Дефенса и Хустисия». 10 августа в матче против своего бывшего клуба «Расинг» он дебютировал за новую команду.
В начале 2015 года Леандро перешёл в «Атлетико Тукуман» из второго дивизиона Аргентины. 16 февраля в матче против «Химансии Мендоса» он дебютировал за новую команду. 21 марта в поединке против «Гильермо Браун» Гонсалес забил свой первый гол за «Атлетико Тукуман». По итогам сезона он помог команде выйти в элиту. 3 мая 2017 года в матче Кубка Либертадорес против уругвайского «Пеньяроля» Гонсалес забил гол.
Летом 2017 года Леандро перешёл в кипрскую «Омонию». 10 сентября в матче против «Этникоса» он дебютировал в чемпионате Кипра. 30 сентября в поединке против столичного «Олимпиакоса» Гонсалес забил свой первый гол за «Омонию». В начале 2018 года Гонсалес вернулся на родину, став игроком «Кильмеса». 11 февраля в матче против «Фландрии» он дебютировал за новую команду. 20 марта в поединке против «Альдосиви» Леандро сделал «дубль», забив свои первые голы за «Кильмес». Летом того же года Гонсалес перешёл в «Темперлей». 26 августа в матче против «Химнасии Мендоса» он дебютировал за новую команду.

## Достижения
Командные
 «Эстудиантес»
- Чемпионат Аргентины по футболу — Апертура 2010
- Финалист Клубного чемпионата мира — 2009